# سیارک ۶۳۱۱
سیارک ۶۳۱۱ (به انگلیسی: 6311 Porubcan، نامگذاری:1990RQ2) شش هزار و سیصد و یازدهمین سیارک کشف شده‌است که در ۱۵ سپتامبر ۱۹۹۰ کشف شد.
قدر مطلق سیارک برابر ۱۳٫۶۰ است.